# كرة القدم على الكراسي المتحركة
كرة القدم على الكراسي المتحركة (بالفرنسية: Foot-fauteuil)، والمعروفة أيضًا باسم كرة القدم القوية، هي أحد أشكال كرة القدم للأشخاص ذوي الإعاقات الجسدية. يستخدم اللاعبون كراسي متحركة كهربائية مصممة خصيصًا للتمكن من المناورة وركل/ضرب كرة القدم كبيرة الحجم. يتم لعب اللعبة في صالة للألعاب الرياضية على ملعب كرة سلة رسمي. يستخدم فريقان من أربعة لاعبين كراسي كهربائية مزودة بحماية للقدمين للهجوم والدفاع والركل بالدوران لمسافة 13-بوصة (330 مـم) كرة القدم في محاولة لتسجيل الأهداف.

## تاريخ
تم لعب كرة القدم على الكراسي المتحركة لأول مرة في فرنسا في سبعينيات القرن العشرين عندما اخترع المعلمون هذه الرياضة كوسيلة للطلاب للعب كرة القدم حتى مع الإعاقات الجسدية. تم تطوير نظام الدوري الذي يتكون من 3 أقسام و30 فريقًا إلى جانب بطولة وطنية. ابتكرت كندا لعبة مشابهة تسمى كرة القدم القوية بشكل مستقل عن فرنسا، والتي انتشرت في نهاية المطاف إلى اليابان. استمرت أشكال مختلفة من الرياضة في التطور بشكل متزامن في جميع أنحاء أوروبا وأمريكا الشمالية. وقد نالت الاعتراف في عام 1983 في دورة الألعاب الكولومبية البريطانية للأشخاص ذوي الإعاقة وفي عام 2004 من قبل التحالف الوطني للرياضات للأشخاص ذوي الإعاقة. كانت منطقة خليج سان فرانسيسكو ومنطقة بوسطن من المراكز المبكرة لنشاط كرة القدم القوية في الولايات المتحدة من خلال برنامج التوعية والترفيه في منطقة الخليج ومدرسة مستشفى ماساتشوستس.
في حين لعبت معظم البرامج دون معرفة بعضها البعض، التقى مدرب كرة القدم الأمريكي ديفيد رويلاس مع المدير الرياضي الفرنسي هيرفي ديلاتر بعد اكتشاف النسخة الأوروبية من اللعبة أثناء وجوده في بلجيكا في عام 2004. وأدى ذلك إلى الحديث عن تشكيل منظمة دولية. في يناير 2005، اجتمع 24 ممثلاً من 7 دول (فرنسا والولايات المتحدة وكندا واليابان وإنجلترا وبلجيكا والبرتغال) في لو شيسناي بفرنسا لوضع الأساس لتشكيل الاتحاد الدولي لكرة القدم على الكراسي المتحركة (IPFA). وكان هدفهم الأكثر أهمية هو توحيد مجموعات القواعد المختلفة الموجودة في أمريكا الشمالية وفرنسا وإنجلترا واليابان. وبعد تسعة أشهر، عقد اجتماع ثان في كويمبرا بالبرتغال (بمشاركة الدنمارك) لوضع اللمسات الأخيرة على مجموعة موحدة من القواعد للعب الدولي. وبعد عرض القواعد والأساليب المختلفة إلى جانب المناقشات الموسعة، قرر المندوبون اعتماد القواعد الإنجليزية كنموذج. وأخيرًا، في يوليو 2006، وفي سياق بطولة دولية في أتلانتا، جورجيا، انتهى المندوبون من وضع الدستور وتغيير اسم الهيئة الحاكمة إلى الاتحاد الدولي لكرة القدم على الكراسي المتحركة (الاتحاد الدولي لكرة القدم على الكراسي المتحركة).
خلال نفس الفترة الزمنية، تم تأسيس رابطة الولايات المتحدة لكرة القدم القوية (USPSA) ومقرها في كارمل، إنديانا. منذ ذلك الحين، تم تشكيل العديد من جمعيات الكراسي المتحركة، ويقدر عدد الفرق المتنافسة داخل الاتحاد الدولي لكرة القدم على مستوى العالم بأكثر من 250 فريقًا. في عام 2005، تم تأسيس اتحاد كرة القدم على الكراسي المتحركة لإدارة هذه الرياضة في إنجلترا، وهو اتحاد معتمد ومعترف به من قبل اتحاد كرة القدم.
وقد قدم الاتحاد الدولي لكرة القدم العديد من العروض إلى اللجنة البارالمبية الدولية في محاولة لاختياره كرياضة جديدة في دورة الألعاب البارالمبية. فشلت محاولة كرة القدم على الكراسي المتحركة لاستضافة دورة الألعاب البارالمبية ريو 2016 في عام 2010. وفي وقت لاحق، تم رفض العرض الرياضي لاستضافة دورة الألعاب البارالمبية طوكيو 2020 أيضًا في عام 2015. مرة أخرى، كان هناك عرض آخر قيد الدراسة في عام 2019 لاستضافة دورة الألعاب البارالمبية في باريس عام 2024 ولكن لم يتم اختياره.

## قواعد
تتم ممارسة هذه الرياضة على ملعب كرة سلة ذي حجم قياسي. يُسمح لكل فريق بتواجد 4 لاعبين في الملعب في وقت واحد بما في ذلك حارس المرمى. تتكون المباراة من فترتين مدة كل منهما 20 دقيقة. نظرًا للجانب ثنائي الأبعاد لهذه اللعبة (عادةً ما يكون اللاعبون غير قادرين على ركل الكرة في الهواء)، يجب إنشاء مساحة اصطناعية حول اللاعبين. الفرقان المميزان في القوانين عن اللعبة ذات الجسم السليم هما:
1. "2 ضد 1": لا يجوز للاعبين في نفس الفريق أن يكونا ضمن مسافة 3 م (10 (قدمًا) من الكرة عندما يكون لاعب من الفريق المنافس أيضًا على بعد 3 أمتار من الكرة. يؤدي انتهاك هذه القاعدة إلى ركلة حرة غير مباشرة. وهذا يجبر اللاعبين على نشر الملعب ويمنع انسداد اللعب، مما يسمح بتدفق حر أكبر للعب. الاستثناء الوحيد لهذه القاعدة هو إذا كان أحد زميلي الفريق هو حارس المرمى داخل منطقة مرماه.
2. "3 في منطقة المرمى". لا يجوز للفريق أن يضم أكثر من لاعبين اثنين في منطقة المرمى في وقت واحد. إذا دخل لاعب ثالث (أو رابع)، فيحق للحكم أن يعلن عن انتهاك منطقة المرمى ويمنح ركلة حرة غير مباشرة للفريق المنافس.

في حالة حدوث أي من هذه المخالفات (2 ضد 1 أو 3 داخل المنطقة)، يجوز للحكم الامتناع عن اتخاذ قرار إذا لم يكن اللاعب المعني يؤثر على اللعب (على غرار مفهوم التسلل في كرة القدم التقليدية).
بالإضافة إلى ذلك، نظرًا لأن العديد من اللاعبين لا يملكون قوة الجزء العلوي من الجسم لرمي الكرة بأذرعهم، فعندما تعبر الكرة خط التماس، يتم ركلها مباشرة مرة أخرى إلى اللعب. بعبارة أخرى، بدلاً من رمي الكرة من خط التماس، فإن لعبة كرة القدم على الكراسي المتحركة تحتوي على ركلة تماس حيث يضرب اللاعبون الكرة بكرسيهم المتحرك. وبسبب هذا التغيير، يمكن تسجيل هدف مباشرة من ركلة التماس.
إن الضرب المتعمد أو الاصطدام بلاعب آخر قد يؤدي إلى فرض عقوبة.

## تصنيف
لدى الاتحاد الدولي لكرة القدم (FIPFA) نظام تصنيف دولي يصنف اللاعبين وفقًا لقدراتهم البدنية والنفسية. ويهدف هذا إلى ضمان قدرة الرياضيين على إظهار قدراتهم الرياضية بشكل أكثر دقة أثناء اللعب، وأن الرياضيين الذين يتمتعون بقدرات بدنية أكبر لا يتمتعون بميزة غير عادلة. قد يحدد التصنيف أيضًا ما إذا كان يُسمح للاعب بلعب كرة القدم على الكراسي المتحركة أم لا. وفقًا للمبادئ التوجيهية، فإن التصنيف يستخدم لتحديد الأهلية للمنافسة وتجميع الرياضيين للمنافسة. من أجل المشاركة في الرياضة والحصول على تصنيف رياضي، يجب أن يكون لديه إعاقة دائمة وكبيرة ومؤكدة، سواء كانت ضعفًا عصبيًا أو ضعفًا في العظام أو إصابة في الحبل الشوكي أو بتر أو مرض عضلي. هناك مستويين للتصنيف:
- PF1: مستويات كبيرة جدًا من الصعوبة البدنية
- PF2: مستويات متوسطة إلى خفيفة من الصعوبة البدنية
- من المرجح أن تمنع المستويات الوظيفية للمهارة المتعلقة بالمشي أو استخدام الكرسي المتحرك اليدوي المشاركة

اعتمادًا على الإعاقة الجسدية أو المرض، قد يحتاج اللاعبون إلى التقييم قبل كل بطولة أو قد يحتاجون إلى التقييم مرة واحدة فقط. إذا لم يكن من المحتمل أن يتغير الضعف، فإن الرياضيين لديهم حالة مؤكدة ولا يحتاجون إلى إعادة التقييم إلا في حالة حدوث تغيير مفاجئ. بخلاف ذلك، يجب تقييم الرياضيين الذين من المحتمل أن تتغير إعاقتهم بمرور الوقت في الأحداث التالية والحصول على حالة مراجعة.
أثناء المباراة، لا يجوز للفريق أن يضم أكثر من لاعبين اثنين مصنفين في PF2 على أرض الملعب في وقت واحد. ضمن الفريق نفسه يمكن أن يكون هناك أي مجموعة من التصنيفات. في حالة حدوث انتهاك لهذه القاعدة، يجب على الفريق المخالف تصحيح الوضع عند التوقف التالي وسيتم منح عقوبة للفريق المنافس. إذا لم تتوفر مجموعة مناسبة من اللاعبين، يجب على الفريق المعاقب أن يلعب بلاعب أقل.

## معدات

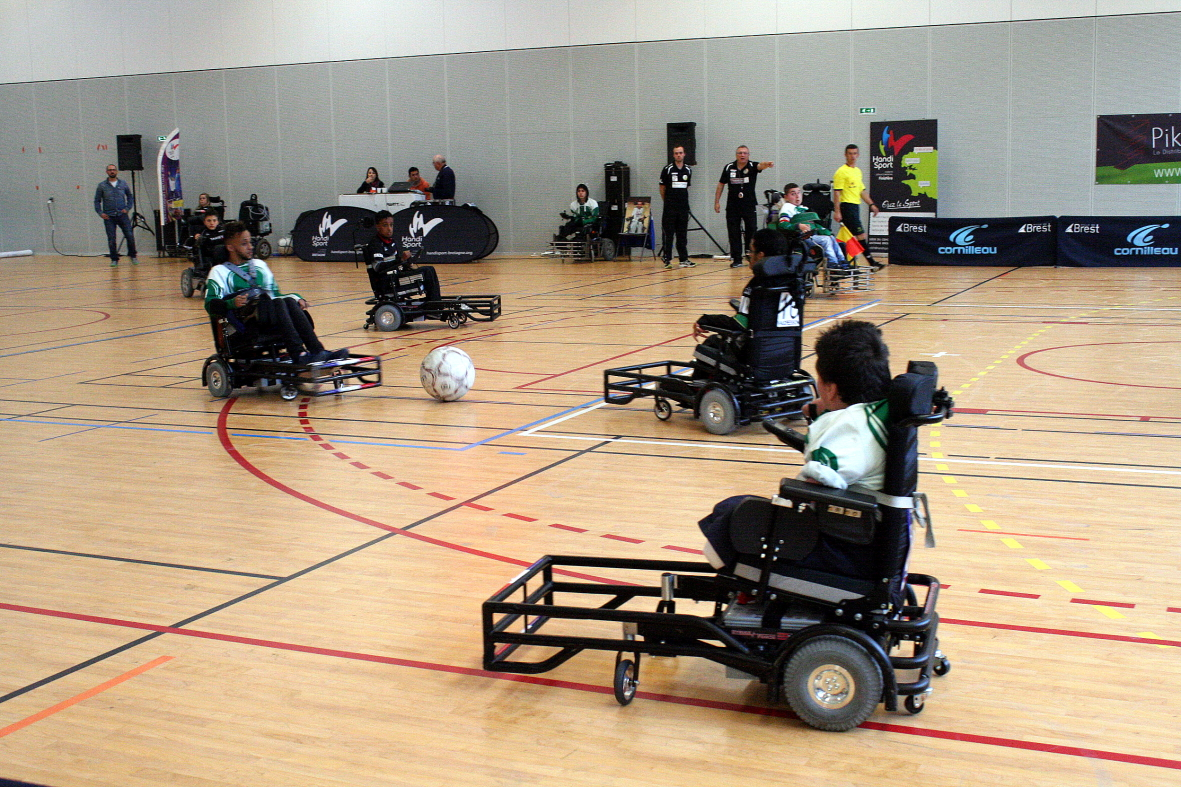
اللاعبون في بريست، فرنسا، يستخدمون سترايك فورسs خلال بطولة القسم الأول الفرنسي لعام 2014

يُطلب من اللاعبين استخدام كرسي متحرك مزوّد بأربع عجلات أو أكثر. الحد الأقصى للسرعة المسموح بها أثناء المباراة هو 10 كم/ساعة (6.2 (ميل في الساعة)، وسيقوم الحكام بفحص سرعة اللاعبين قبل بدء المباراة. حزام اللفة وواقي القدم من المعدات المطلوبة أيضًا. الكرة عبارة عن كرة قدم كبيرة الحجم، 13 بوصة (33 سم) في القطر.
في عام 2012، تم تقديم أول كرسي متحرك كهربائي مصمم خصيصًا لكرة القدم على الكراسي الكهربائية. تم تسميته سترايك فورس، وهو يحتوي على واقي قدم أطول وعجلات منفصلة عن بعضها البعض. كما أنها تستجيب بشكل أفضل بكثير من الكراسي الكهربائية القديمة التي تم استخدامها سابقًا. تم إنشاء سترايك فورس في ولاية مينيسوتا بواسطة Power Soccer Shop. وقد امتد استخدامه إلى آسيا وأوروبا والأمريكتين. 

## الاتحاد الدولي لكرة القدم
تأسس الاتحاد الدولي لكرة القدم على الكراسي المتحركة (الاتحاد الدولي لكرة القدم على الكراسي المتحركة) في عام 2006 لإدارة هذه الرياضة ويقع مقره الرئيسي في باريس، فرنسا.

## الأحداث

### كأس العالم للاتحاد الدولي لكرة القدم
أقيمت بطولة كأس العالم الأولى لكرة القدم في طوكيو باليابان في أكتوبر 2007.  أقيمت المباراة النهائية يوم 13 أكتوبر، حيث تغلبت الولايات المتحدة على فرنسا بركلات الترجيح بعد التعادل 1-1 خلال الوقت الأصلي والوقت الإضافي. تغلبت بلجيكا على اليابان وفازت بركلات الترجيح لتحصل على المركز الثالث.
أقيمت بطولة كأس العالم الثانية للاتحاد الدولي لكرة القدم في نوفمبر 2011 في باريس. أقيمت المباراة النهائية في 6 نوفمبر، حيث تغلبت الولايات المتحدة على إنجلترا بنتيجة 3-0 في الوقت الأصلي. كان هذا أول فريق أمريكي يفوز ببطولة العالم لكرة القدم مرتين متتاليتين. حصلت فرنسا على المركز الثالث بعد فوزها على بلجيكا.
أقيمت بطولة كأس العالم الثالثة في عام 2017 في كيسيمي بولاية فلوريدا. أقيمت المباراة النهائية في 9 يوليو، حيث تغلبت فرنسا على الولايات المتحدة بنتيجة 4-2 في الوقت الأصلي. تغلبت إنجلترا على أستراليا لتحتل المركز الثالث. فاز الأسترالي عبد الله كريم بجائزة أفضل لاعب.
افتتحت بطولة كأس العالم الرابعة في سيدني، أستراليا في 15 أكتوبر 2023. كان من المقرر أصلاً أن يُقام في عام 2021 ولكن تم تأجيله حتى أكتوبر 2022 بسبب جائحة كوفيد-19. في أبريل 2022، ومع استمرار الوباء، تم تأجيل كأس العالم لمدة عام آخر حتى عام 2023. أقيمت المباراة النهائية في 20 أكتوبر، وتعادلت فرنسا وإنجلترا 1-1 في الوقت الأصلي، قبل أن تفوز فرنسا بركلات الترجيح 2-1. فازت الولايات المتحدة على الأرجنتين بنتيجة 2-1 لتحتل المركز الثالث.
|             | الأول            | الثاني           | الثالث           | الرابع    |
| ----------- | ---------------- | ---------------- | ---------------- | --------- |
| طوكيو 2007  | الولايات المتحدة | فرنسا            | بلجيكا           | اليابان   |
| باريس 2011  | الولايات المتحدة | إنجلترا          | فرنسا            | بلجيكا    |
| كيسيمي 2017 | فرنسا            | الولايات المتحدة | إنجلترا          | أستراليا  |
| سيدني 2023  | فرنسا            | إنجلترا          | الولايات المتحدة | الأرجنتين |

### كأس APFC وكأس الأبطال
أقيمت أول بطولة كأس أبطال أمريكا في أتلانتا، جورجيا في أكتوبر 2009 بين أفضل فرق الأندية الأمريكية والكندية، وفاز فريق أتلانتا سينرجي بالمسابقة. فاز فريق أتلانتا سينرجي أيضًا بكأس أبطال أمريكا 2010 بعد هزيمة تامبا ثاندر 4-0 في النهائي، مؤكدًا سلسلة من المباريات الخالية من الهزائم في البطولة في برنابي، كندا.
أقيمت أول بطولة كوبا أمريكا (أو موندياليتو دي باور سوكر) في ريو دي جانيرو بالبرازيل في الفترة من 2 إلى 4 مايو 2014. شاركت منتخبات الأرجنتين والبرازيل وكندا وأوروغواي والولايات المتحدة وأستراليا في بطولة الأمريكتين. فاز المنتخب الأمريكي في المباراة النهائية بفوزه على أستراليا بنتيجة 6-0. حصلت كندا على المركز الثالث بعد فوزها على البرازيل بنتيجة 3-2.
استضافت مدينة ريو دي جانيرو البرازيلية بطولة كأس أمريكا 2019 التي تحدد التأهل لكأس العالم الاتحاد الدولي لكرة القدم على الكراسي المتحركة 2022. وشاركت في التصفيات الولايات المتحدة وكندا والأرجنتين والبرازيل وأوروغواي، وتأهلت الفرق الثلاثة الأولى. وفي المباراة النهائية، تغلبت الولايات المتحدة على أوروغواي بنتيجة 5-1 بفضل ثلاثية من مايكل آرتشر. جاءت الأرجنتين في المركز الثالث لتستكمل تصفيات التأهل.

### كأس الأمم والأبطال للاتحاد الأوربي لكرة القدم
في يوليو 2014، شاركت ست دول (بلجيكا، الدنمارك، إنجلترا، فرنسا، أيرلندا وسويسرا) في بطولة كأس الأمم الأوروبية لكرة القدم. أقيمت البطولة في جامعة ليمريك في أيرلندا، حيث تأهلت الفرق الخمسة الأولى إلى كأس العالم الاتحاد الدولي لكرة القدم على الكراسي المتحركة 2017. كان الفريق الوحيد الذي لم يتأهل هو سويسرا صاحب المركز الأخير. فازت فرنسا بالبطولة بعد فوزها على إنجلترا بنتيجة 5-0 في المباراة النهائية.
في أكتوبر 2016، أقيمت بطولة كأس أبطال الدوري الأوروبي لكرة القدم في مدينة هو، الدنمارك، بين عشرة فرق من الأندية. وكانت هذه الفرق من إنجلترا وفرنسا وأيرلندا والدنمارك. أقيمت المباراة النهائية في 20 أكتوبر حيث تغلب فريق أوش الفرنسي على فريق وست بروميتش ألبيون الإنجليزي بنتيجة 3-0.
في أكتوبر 2018، أقيمت بطولة كأس أبطال الاتحاد الأوروبي لكرة القدم مرة أخرى في هو، الدنمارك. وشاركت فرق الأندية من نفس البلدان الأربعة التي شاركت في عام 2016. في نهائي فرنسي خالص، هزم جرافتو حامل اللقب أوش بنتيجة 1-0.
في مايو 2019، أقيمت بطولة كأس الأمم الأوروبية الثانية في باجولاتي، فنلندا.  تنافست سبع دول (النمسا والدنمارك وإنجلترا وفنلندا وفرنسا وأيرلندا الشمالية وجمهورية أيرلندا) من مختلف أنحاء أوروبا على أن تصبح الفريق الوطني الأعلى تصنيفًا في أوروبا والتأهل لخمسة أماكن متاحة في كأس العالم الاتحاد الدولي لكرة القدم على الكراسي المتحركة 2022. أقيمت المباراة النهائية بين إنجلترا وفرنسا، وامتدت إلى ركلات الترجيح بعد انتهاء المباراة بالتعادل 2-2 في الوقت الإضافي. فازت إنجلترا بركلات الترجيح حيث سجل ماركوس هاريسون ركلة الترجيح الفائزة.
كان من المقرر أن تقام بطولة كأس أبطال أوروبا 2020 في جنيف بسويسرا في أغسطس 2020. ومثلت عدد من فرق الأندية بلدانًا لم ترسل فريقًا من قبل بما في ذلك فرق من اسكتلندا والنمسا وفنلندا. ومع ذلك، بسبب جائحة كوفيد-19، تم تأجيل البطولة.

## روابط خارجية
- الاتحاد الدولي لكرة القدم على الكراسي المتحركة (FIPFA)
- الموقع الرسمي لكأس العالم لكرة القدم على الكراسي المتحركة 2007
- اتحاد كرة القدم على الكراسي المتحركة في الأمريكتين (PFCA)
- Pwersoccerbook.com
- thewfa.org.uk (حوكمة كرة القدم على الكراسي المتحركة في إنجلترا)